# Calathea acuminata
Calathea acuminata är en strimbladsväxtart som beskrevs av Julian Alfred Steyermark. Calathea acuminata ingår i släktet Calathea och familjen strimbladsväxter. Inga underarter finns listade.